# Zischgeles
De Zischgeles of Zischgelesspitze is een 3004 meter hoge berg in de Stubaier Alpen in het Oostenrijkse Tirol.
Vanuit Praxmar, gelegen op 1689 meter hoogte in het Lüsener Tal, enkele kilometers ten zuiden van Gries in het Sellraintal kan de bergtop worden beklommen. Hiertoe bestaan er twee ongeveer evenzware klimroutes. De eerste voert aan de noordoostelijke zijde door het dal van de Marlerbach en de Satteljoch over de noordkam. De tweede route voert iets zuidelijker over de Köllenzeiger, rondom de Oberstkogel over de oostelijke graat. De tocht via deze twee routes is in beide gevallen een makkelijke bergtocht zonder dat er over gletsjers hoeft te worden getrokken.
De Zischgeles is in de winter een geliefde skiberg. Dit is echter niet zonder gevaar; bij lawines op de berg komen geregeld mensen om het leven, zoals op 16 december 1982 en op 1 december 2001.